# Bahnhof Maschen

Der Bahnhof Maschen Pbf ist ein Personenbahnhof in der Gemeinde Seevetal. Er liegt an der Hauptstrecke von Hamburg und Hannover.

## Lage
Der Bahnhof liegt außerhalb von Maschen. Neben dem Bahnhof ist der Rangierbahnhof Maschen.
Die nächstgelegenen Fernbahnhof befinden sich in Hamburg-Harburg.
Durch die Sperrung der Decatur-Brücke im Jahre 2016 wird der Bahnhof von keiner Buslinie angefahren. Die nachgelegene Bushaltestelle ist 800 m entfernt im Ort Hörsten.

## Geschichte

### Geschichte des Bahnhofes
Bis in die frühen 1960er Jahre wurde im Mascher Moor Torf abgebaut, doch dann mussten die Moorflächen dem Bau des Rangierbahnhofs weichen, dessen Planungen bis ins Jahr 1900 zurückreichen. Bereits 1847 wurde die Eisenbahnlinie Hannover-Harburg eingeweiht, die auch durch die Gemarkung Maschen führte. Maschen erhielt 1901 einen eigenen Haltepunkt, und ein Bahnhofsgebäude wurde in den Jahren 1904/05 errichtet. Der heutige Bahnhof Maschen wurde im Jahr 1977 in Betrieb genommen. Der Bau des Rangierbahnhofs erforderte eine Verlegung des Bahnhofs von seiner ursprünglichen Lage am Ortsrand zur aktuellen Position auf der Hörstener Seite.

### Anschluss S-Bahn Hamburg

#### Ehemalige Anbindung
| Linie                                            | Start – Ziel                                                   | Haltestellen |
| ------------------------------------------------ | -------------------------------------------------------------- | --- |
|                                                  | Pinneberg – Neugraben Pinneberg – Maschen Pinneberg – Hittfeld | \| \| – Unterelbe – Tempowerk – Hausbruch – Neugraben \| \| … Hauptbahnhof – Veddel – Wilhelmsburg – Harburg \| – Meckelfeld – Maschen \| \| \| – Hittfeld \| |
|                                                  | – Unterelbe – Tempowerk – Hausbruch – Neugraben                | |
| … Hauptbahnhof – Veddel – Wilhelmsburg – Harburg | – Meckelfeld – Maschen                                         | |
|                                                  | – Hittfeld                                                     | |

Nach Eröffnung der Gleichstrom-S-Bahn nach Harburg im Winter 1983/84 wurden die Teilstrecken Harburg nach Maschen bzw. nach Hittfeld in „zu S3“ umbenannt. Die Haltestellen Veddel und Wilhelmsburg entfielen. Die Teilstrecke von Harburg bis Neugraben wurde ab 5. August 1984 von der neuen Hamburger S-Bahn übernommen. Die restlichen Linien wurden bis 14. Dezember 2002 betrieben, anschließend wurden sie als R30, R40, R50 bezeichnet.
Zum Artikel: Ehemalige Anbindung bei der Hamburger S-Bahn

### Bunter Bahnhof
Im Zuge des Projektes "Bunter Bahnhof" wurden im Jahr 2002 etwa 120 Bilder von rund 400 Künstlern im Bahnhof Meckelfeld zum Thema "Reisen" aufgestellt. Die Initiative, organisiert vom Präventionsrat Seevetal, wurde durch Firmen, Bürger, Vereine und die Gemeinde Seevetal finanziert. Beteiligt waren sowohl Kinder als auch Erwachsene, die auf ausrangierten Autobahnschildern und Aluminiumplatten malten. Das Ziel war, die eintönig gefliesten Vorortbahnhöfe in farbenfrohe und phantasievolle Galerien zu verwandeln. Die Kunstwerke wurden zum Schutz versiegelt und variieren in Größe und Form, was für Abwechslung und Vielfalt sorgt. An dem Projekt beteiligten sich über 2.000 Personen aus Kindergärten, Schulen, Jugendzentren, Kirchengemeinden sowie Senioren- und Behinderteneinrichtungen. Das Projekt benötigte fünf Jahre Vorbereitungszeit.

### Decatur-Brücke
Seit 2015 war die Decatur-Brücke nur einspurig befahrbar und wurde Ende September 2016 komplett gesperrt. Diese Sperrung hat den Bahnhof Maschen vom Ort Maschen abgeschnitten. Aufgrund der schlechten Erreichbarkeit wurde diskutiert, ob der Bahnhof von der östlichen Seite des Rangierbahnhofs Maschen zur westlichen Seite verlegt werden sollte. Durch die Sperrung mussten auch die Busverbindungen umgeleitet werden, die nun zum Bahnhof Meckelfeld führen. Aktuell verzeichnet der Bahnhof Maschen täglich nur bis zu 500 Ein- und Aussteiger, die meisten sind Angestellte des nahegelegenen DB Cargo Rangierbahnhofs.

## Verkehrsangebot
| Linie | Zuglauf | Takt                                                                           | Kursbuchstrecke             | Eisenbahnverkehrsunternehmen | Fahrzeugmaterial                                 |
| ----- | --- | ------------------------------------------------------------------------------ | --------------------------- | ---------------------------- | ------------------------------------------------ |
| RB 31 | Hamburg Hauptbahnhof – Hamburg-Harburg – Meckelfeld – Maschen – Stelle – Ashausen – Winsen (Luhe) – Radbruch – Bardowick – Lüneburg – Bienenbüttel – Bad Bevensen – Uelzen | stündlich mit Verstärker in der HVZ (einzelne Züge in den Nächten nach Uelzen) | 110: Lehrte–Hamburg-Harburg | metronom                     | Bombardier Traxx + 6 Bombardier-Doppelstockwagen |
|       | Stand: Mai 2024 |                                                                                |                             |                              |                                                  |

## Geplante Modernisierung
Der Bahnhof Maschen ist für einen barrierefreien Ausbau im Jahr 2028 vorgesehen, der im Rahmen des Förderprogramms „Niedersachsen ist am Zug! III“ durchgeführt wird.

## Tarif
Der Landkreis Harburg ist seit Dezember 2004 Teil des Hamburger Verkehrsverbundes (HVV).